# Roy Kinnear
Roy Mitchell Kinnear (Wigan, 8 gennaio 1934 – Madrid, 20 settembre 1988) è stato un attore britannico.

## Biografia
Diplomatosi a Edimburgo, studiò poi recitazione alla Royal Academy of Dramatic Art di Londra. Dopo aver prestato servizio militare nella Riserva, lavorò sui palcoscenici, alla radio e alla televisione, diventando noto all'inizio degli anni sessanta come ospite fisso di uno spettacolo satirico della BBC.
Dopo alcuni brevi ruoli non accreditati, sul grande schermo ebbe una parte di pochi minuti come autista di un autobus in Tiara Tahiti (1962), affermandosi ben presto grazie alle sue doti comiche e al suo fisico tarchiato e rotondo, col volto dalle guance piene. Recitò in numerosi film, come Willy Wonka e la fabbrica di cioccolato (1971), I tre moschettieri (1973) e Herbie al rally di Montecarlo (1977). Tra le sue interpretazioni più caratteristiche, da ricordare quella della guardia del corpo del professor Moriarty nella commedia Il fratello più furbo di Sherlock Holmes, diretta da Gene Wilder nel 1975.
Sposato con Carmel Cryan, da lei ebbe tre figli, uno dei quali, Rory, è divenuto anch'egli attore. Nel 1988, all'età di 54 anni, morì in Spagna, durante le riprese del film Il ritorno dei tre moschettieri; una caduta da cavallo sul set, a Toledo, gli causò la frattura del bacino e il ricovero all'ospedale di Madrid. Il giorno dopo fu stroncato da un infarto.

## Filmografia parziale
- The World Owes Me a Living (1944)
- Oh Rosalinda!, regia di Michael Powell e Emeric Pressburger (1955)
- La miliardaria (The Millionairess), regia di Anthony Asquith (1960) - non accreditato
- The Boys, regia di Sidney J. Furie (1962) - non accreditato
- Tiara Tahiti, regia di Ted Kotcheff (1962)
- Doppio gioco a Scotland Yard (The Informers), regia di Ken Annakin (1963)
- A Place to Go, regia di Basil Dearden (1963)
- 5 ore violente a Soho (The Small World of Sammy Lee), regia di Ken Hughes (1963)
- Lassù qualcuno mi attende (Heavens Above!), regia di John e Roy Boulting (1963)
- Sparrers Can't Sing (1963)
- Abbigliamento francese (French Dressing), regia di Ken Russell (1964)
- La collina del disonore (The Hill), regia di Sidney Lumet (1965)
- Aiuto! (Help!), regia di Richard Lester (1965)
- Chiamata per il morto (The Deadly Affair), regia di Sidney Lumet (1966)
- Dolci vizi al foro (A Funny Thing Happened on the Way to the Forum), regia di Richard Lester (1966)
- The Mini-Affair, regia di Robert Amram (1967)
- Come ho vinto la guerra (How I Won the War), regia di Richard Lester (1967)
- Albert Carter, Q.O.S.O., regia di Ian Brims (1968) - cortometraggio
- Lock Up Your Daughters, regia di Peter Coe (1969)
- Mutazioni (The Bed Sitting Room), regia di Richard Lester (1969)
- Egghead's Robot, regia di Milo Lewis (1970)
- Spirale di fuoco (The Firechasers), regia di Sideny Hayers (1970)
- La più bella storia di Dickens (Scrooge), regia di Ronald Neame (1970)
- L'amica delle 5 ½ (On a Clear Day You Can See Forever), regia di Vincente Minnelli (1970)
- Una messa per Dracula (Taste the Blood of Dracula), regia di Peter Sasdy (1970)
- Come sposare la compagna di banco e farla in barba alla maestra (Melody), regia di Waris Hussein (1971)
- Willy Wonka e la fabbrica di cioccolato (Willy Wonka & the Chocolate Factory), regia di Mel Stuart (1971)
- The Alf Garnett Saga, regia di Bob Kellett (1972)
- That's Your Funeral, regia di John Robins (1972)
- Le avventure di Alice nel paese delle meraviglie (Alice's Adventures in Wonderland), regia di William Sterling (1972)
- Il pifferaio di Hamelin (The Pied Piper), regia di Jacques Demy (1972)
- Agente segreto al servizio di madame Sin (Madame Sin), regia di David Greene (1972)
- The Cobblers of Umbridge, regia di Ned Sherrin e Ian Wilson (1973) - Film tv
- I tre moschettieri (The Three Musketeers), regia di Richard Lester (1973)
- Barry McKenzie Holds His Own, regia di Bruce Beresford (1974)
- Three for All, regia di Martin Campbell (1974)
- Milady (The Four Musketeers), regia di Richard Lester (1974)
- Juggernaut, regia di Richard Lester (1974)
- Il fratello più furbo di Sherlock Holmes (The Adventure of Sherlock Holmes' Smarter Brother), regia di Gene Wilder (1975)
- Royal Flash (1975)
- Il mistero del dinosauro scomparso (One of Our Dinosaurs Is Missing), regia di Robert Stevenson (1975)
- Eskimo Nell, regia di Martin Campbell (1975)
- Voglie pazze, desideri... notti di piacere (The Amorous Milkman), regia di Derren Nesbitt (1975)
- Not Now, Comrade, regia di Ray Cooney e Harold Snoad (1976)
- Herbie al rally di Montecarlo (Herby Goes to Montecarlo), regia di Vincent McEveety (1977)
- Io, Beau Geste e la legione straniera (The Last Remake of Beau Geste), regia di Marty Feldman (1977)
- Ripping Yarns (1 episodio, 1977)
- Il cagnaccio dei Baskervilles (The Hound of the Baskervilles), regia di Paul Morrissey (1978)
- La collina dei conigli (Watership Down), regia di Martin Rosen - voce (1978)
- The London Connection, regia di Robert Clouse (1979)
- Quincy's Quest, regia di Robert Reed (1979)
- La spada di Hok (Hawk the Slayer), regia di Terry Marcel (1981)
- High Rise Donkey, regia di Michael Forlong (1980)
- Cowboys - serie televisiva (1980)
- Rhubarb Rhubarb, regia di Eric Sykes (1980) - Cortometraggio
- Blake's 7 (1981)
- If You Go Down in the Woods Today, regia di Eric Sykes (1981)
- Anyone for Denis?, regia di Dick Clement (1982) - film tv
- The Boys in Blue, regia di Val Guest (1982)
- The Computer Programme (1982), programma TV, 1 puntata
- Hammett - Indagine a Chinatown (Hammett), regia di Wim Wenders (1982)
- SuperTed, serie TV animata - voce di Bulk (1982)
- Anna Pavlova, regia di Emil Loteanu (1983)
- Towser (1984)
- The Clarvoyant (1984) - serie televisiva
- Squaring the Circle (1984)
- Le piccanti avventure di Robin Hood (The Zany Adventures of Robin Hood), regia di Ray Austin (1984)
- Bertha - serie televisiva (1985)
- Pirati (Pirates), regia di Roman Polański (1986)
- Mr. H Is Late, regia di Eric Sykes (1987) - Cortometraggio televisivo
- Unusual Ground Floor Conversion, regia di Mark Herman (1987) - Cortometraggio
- Casanova, regia di Simon Langton (1987)
- Hardwicke House (1987)
- Basta chiedere per Diamond (Just Ask for Diamond), regia di Stephen Bayly (1988)
- Un uomo per tutte le stagioni (A Man for All Seasons), regia di Charlton Heston (1988) - Film tv
- Il ritorno dei tre moschettieri (The Return of the Musketeers), regia di Richard Lester (1989)
- The Princess and the Goblin, regia di József Gémes (1992) - Voce

## Doppiatori italiani
Nelle versioni in italiano delle opere in cui ha recitato, Roy Kinnear è stato doppiato da:
- Sergio Fiorentini ne I tre moschettieri, George e Mildred
- Ferruccio Amendola in Aiuto!, Come ho vinto la guerra
- Silvio Spaccesi in Milady, Il fratello più furbo di Sherlock Holmes
- Sergio Tedesco in La collina del disonore
- Vinicio Sofia in Chiamata per il morto
- Manlio Guardabassi in Juggernaut
- Gianfranco Bellini in Dolci vizi al foro
- Giancarlo Maestri in Alice nel paese delle meraviglie
- Gianni Marzocchi in Herbie al rally di Montecarlo
- Ugo Maria Morosi in Una spia in vacanza
- Paolo Lombardi ne Il ritorno dei tre moschettieri
- Roberto Del Giudice in Willy Wonka e la fabbrica di cioccolato (ridoppiaggio)
- Marco Balzarotti in SuperTed